# Mont Brome
Mont Brome of Bromont is een van de 9 Montérégie-heuvels in de Canadese provincie Québec. De plaats Bromont ligt aan de voet van deze heuvel. Samen vormen de heuvel en de stad een geliefd skioord, dicht bij de stad Montréal. Er zijn ook voorzieningen voor andere activiteiten zoals mountainbiken.
Het ski-station op Mont Brome is geopend in 1964, tegelijkertijd met de Québecse autosnelweg 10. Het telt 9 skiliften en meer dan 50 pistes.